# مقام رقية بنت الحسين
يعتقد الشيعة بأنّ رقية بنت الحسين هي اصغر بنات الإمام الحسين بن علي التي حضرت معركة كربلاء ثم توفّت في الشام ودفنت في خربة قرب قصر يزيد بن معاوية. وفي عصر الأيوبيين شيّد حول قبرها روضة. وعلى مر العصور توالت على مرقدها بنايات متتالية. جدد المقام في العام 1125 هجرية للمرة الأولى، ثم جدد للمرة الثانية في عام 1323، وأخيراً عام 1399 هـ. أصبح مقام السيدة رقية من الأماكن السياحة الدينية حيث يجذب السياح من مختلف أنحاء العالم.

## وفاتها
يعتقد الشيعة بأنّ رقية بنت الحسين هي أصغر بنات الحسين من زوجته أم اسحاق، التي كانت في كربلاء وشاهدت مقتل أبيها وأنصاره يوم عاشوراء. ثم كانت مع ركب السبايا والأطفال اللاتي أخذن إلى الشام لمقابلة يزيد بن معاوية. وحين وصلن إلى الشام اُسكنوا في خربة بالقرب من قصر يزيد بن معاوية. وفي إحدى الليالي رأت السيدة رقية والدها في منامها فاستيقظت وهي تطلبه وتبكي وعلى إثر بكائها ضجت الخربة بالبكاء. وصلت أصوات البكاء وعويل النساء والأطفال إلى مسمع يزيد فأمر أن يحضروا إليها رأس أبيها الحسين. فأتوا بالرأس فحين رأته قامت بالبكاء حتى فارقت الحياة. توفت السيدة رقية في السابع من شهر صفر سنة 61 هجري ودفنت في نفس الخربة التي توفيت فيها.

## مقامها في دمشق
يقع مقام رقية بنت الحسين في حي العمارة بدمشق على بعد حوالي 100 متر خلف المسجد الاموي وقريب من مسجد مقام رأس الحسين وإلى جانب باب الفراديس في سوق العمارة.
ويقال إن أول من بنى على قبرها هو أحد سلاطين الايوبيين عام 526هـ وفي سنة 768هـ شيد قبة صغيرة على روضتها. ومن بعدها توالت على المرقد بنايات وعمارات عديدة.
وفي عام 1280 تم أول تجديد لمرقدها. وجدد مرقدها للمرة الثانية عام 1323هـ بيد علي اصغر خان وزير الصدارة في إيران.
ثم تمت توسعته عام 1399هـ (1980م) وكان مساحة الروضة لاتتجاوز سيتين متراً. حيث ضم الحرم الجديد القبر والقبة القديمة، وبُني في جواره المصلى والرواق والصحن واستمر الترميم سنوات عديدة. حتى بلغت مساحة البناء نحو 4000 متر مربع، ومنه 600 متر مربع صحن وفضاء واسع.
بني المرقد بطراز معماري فارسي مشغول بتناظر مميز وتلبيس بورق الذهب مع الحفاظ على عناصر فن العمارة الإسلامية من ناحية الزخارف المعمارية والهندسية ووجود الفناء والأروقة والتخطيط. وبُنيت العمارة على شكل مجمعات دينية بحيث يناسب مع طبيعته كمزار ديني. تعلوا المرقد قبة مضلعة ووضع على القبر لوحة من الفسيفساء يكسوها العاج والمرمر.وكُتب حول القبر قصائد شعرية مطلية بماء الذهب منها قصيدة للمرحوم السيد مصطفى جمال الدين تعبر عن روح الولاء والمحبة لأهل البيت.
و أيضا تم تبديل الضريح بضريح آخرالتي صُنع بيد أربعين شخصا من الفنانين البارعين.وقد نقش الضريح بالحديث النبوي وكُتب عليه اشعار عديدة. بحيث يعد الضريح الجديد تحفة فنية.
و أمّا هذا المقام يعد من الأماكن السياحية في سورية. حيث يزار المقام من قبل الطائفة الشيعية من إيران والعراق ودول الخليج ولبنان وباكستان كما يقصد المقام بعض الوفود الأجنبية للاطلاع إلى فنون العمارة والتراث الإسلامي.

## ألبوم الصور

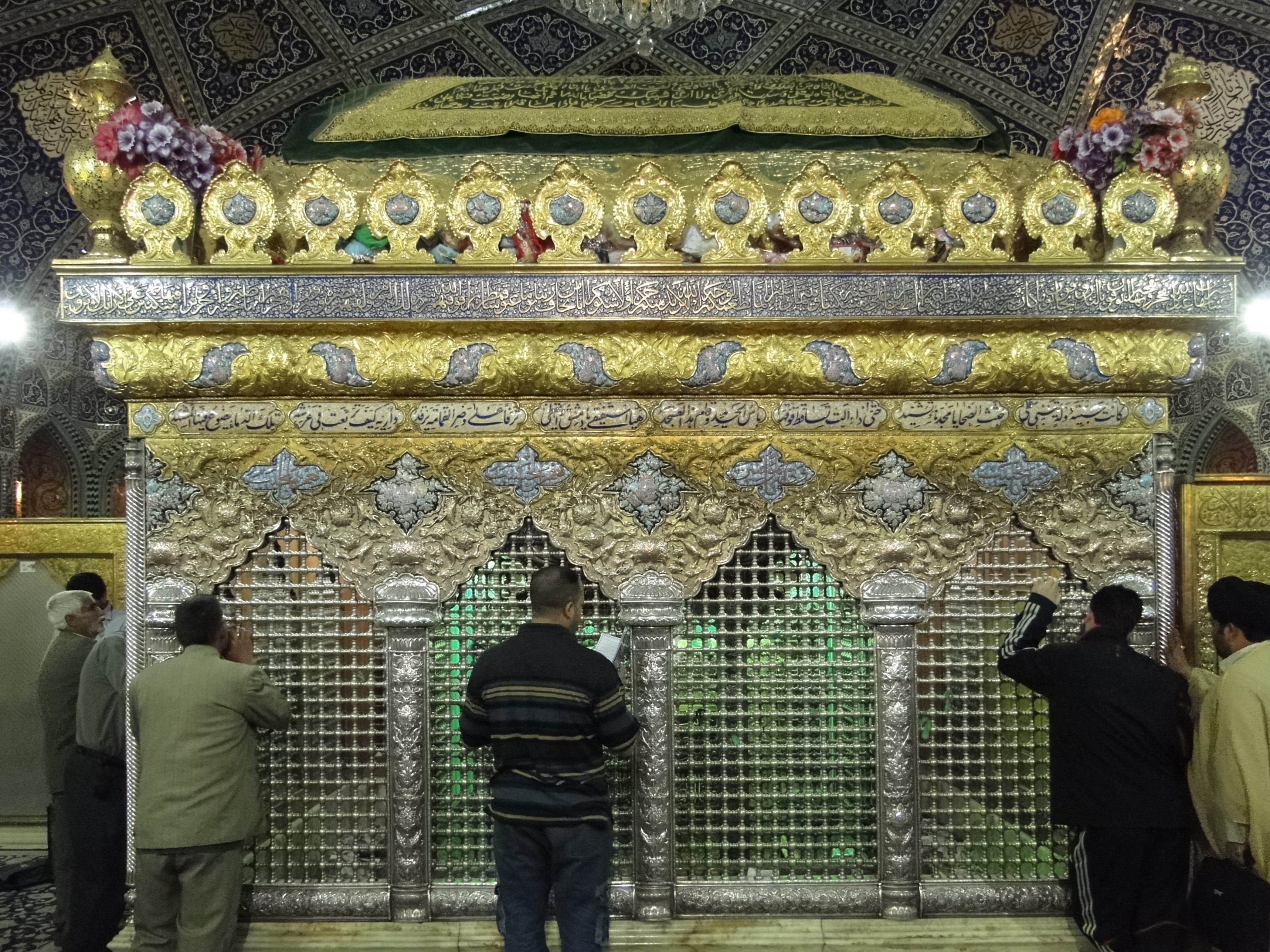
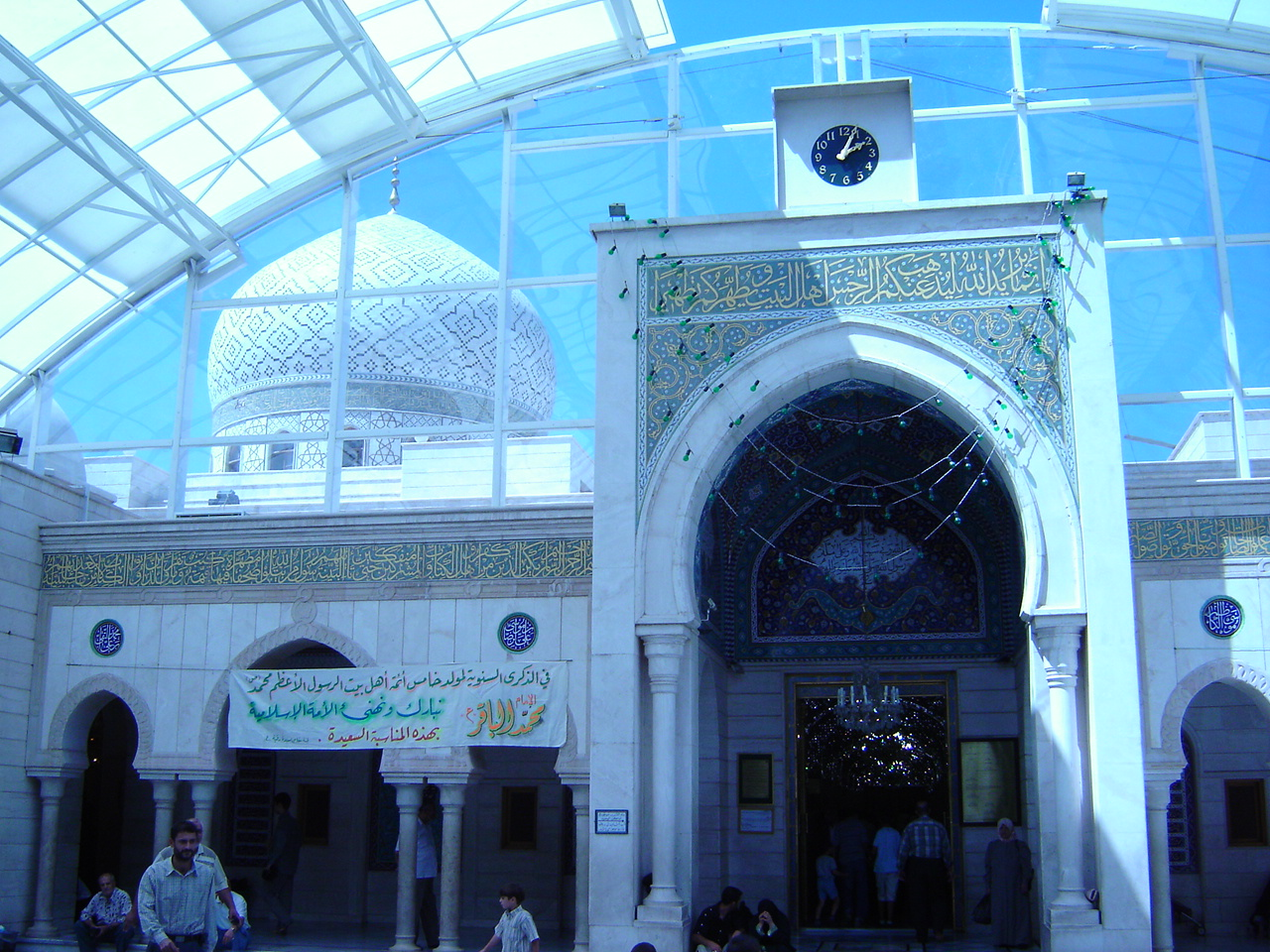
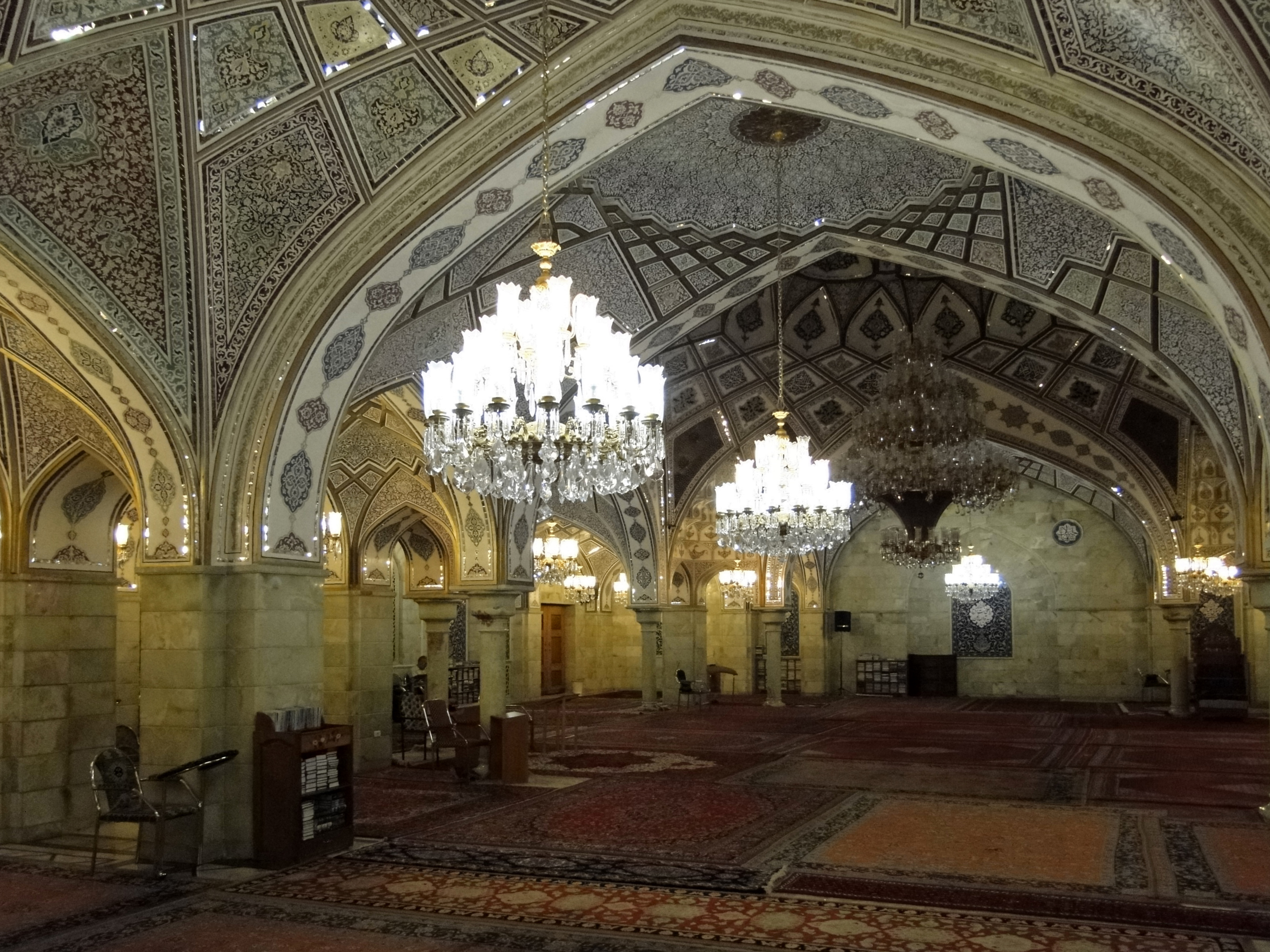
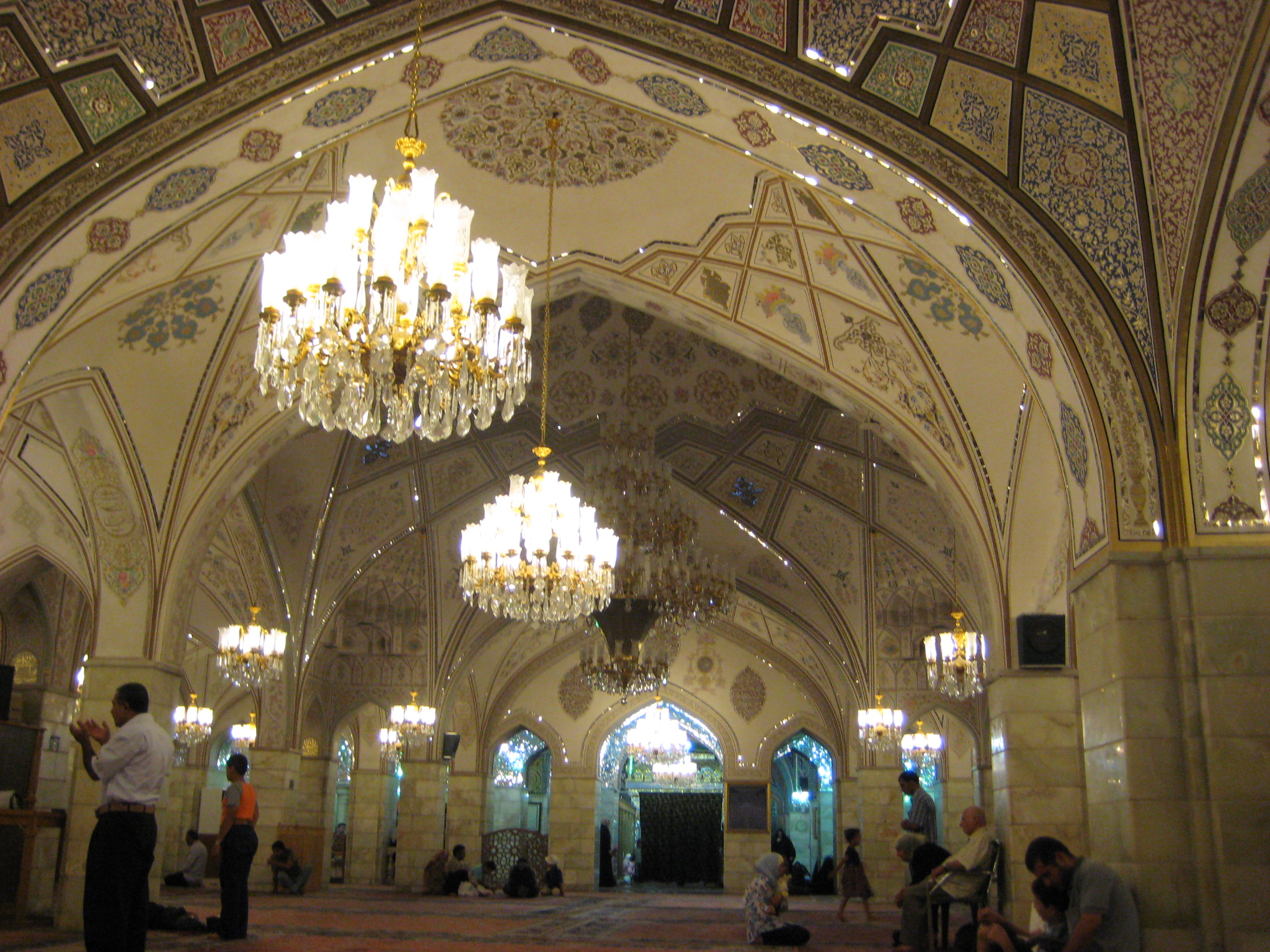
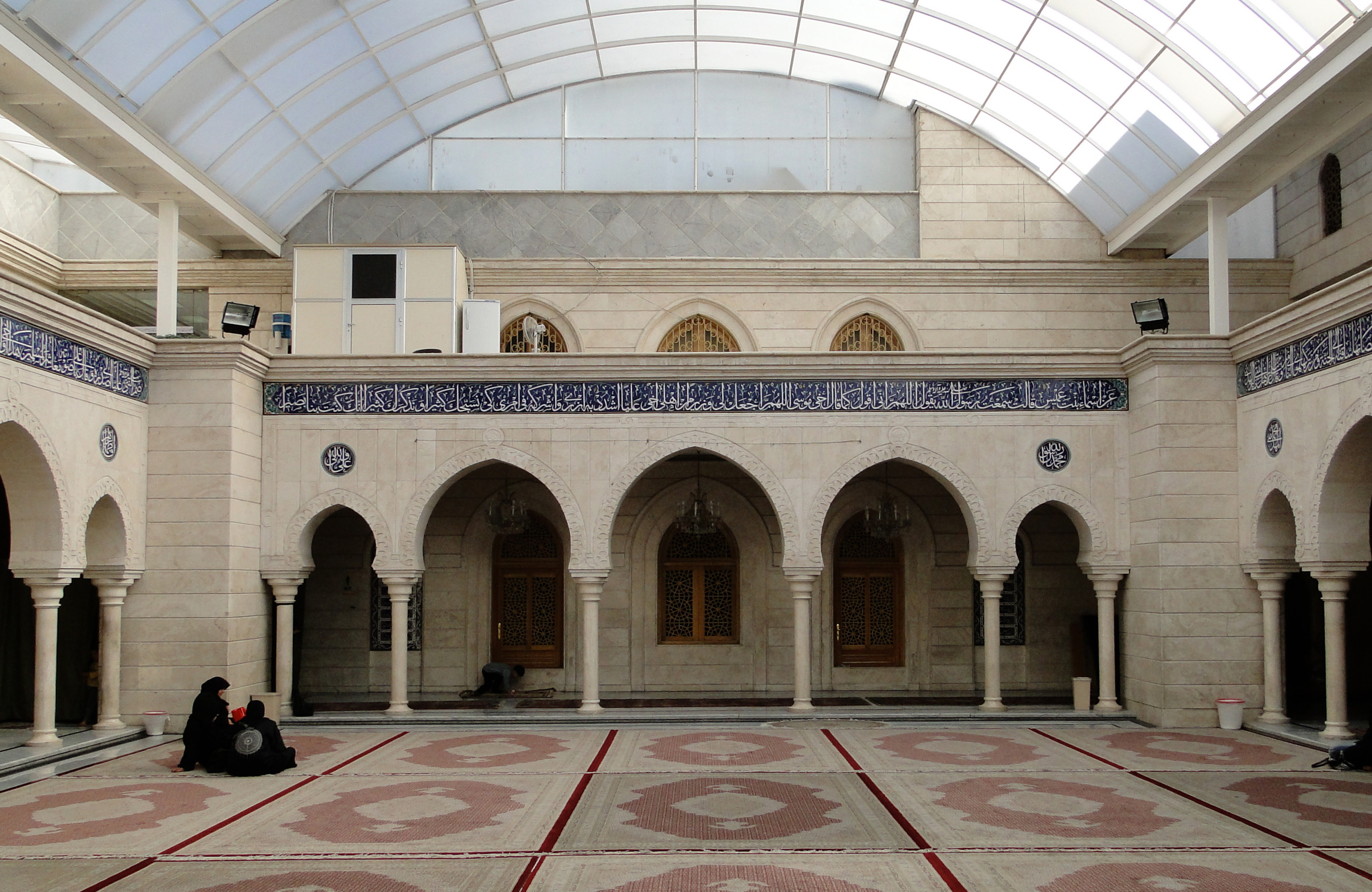
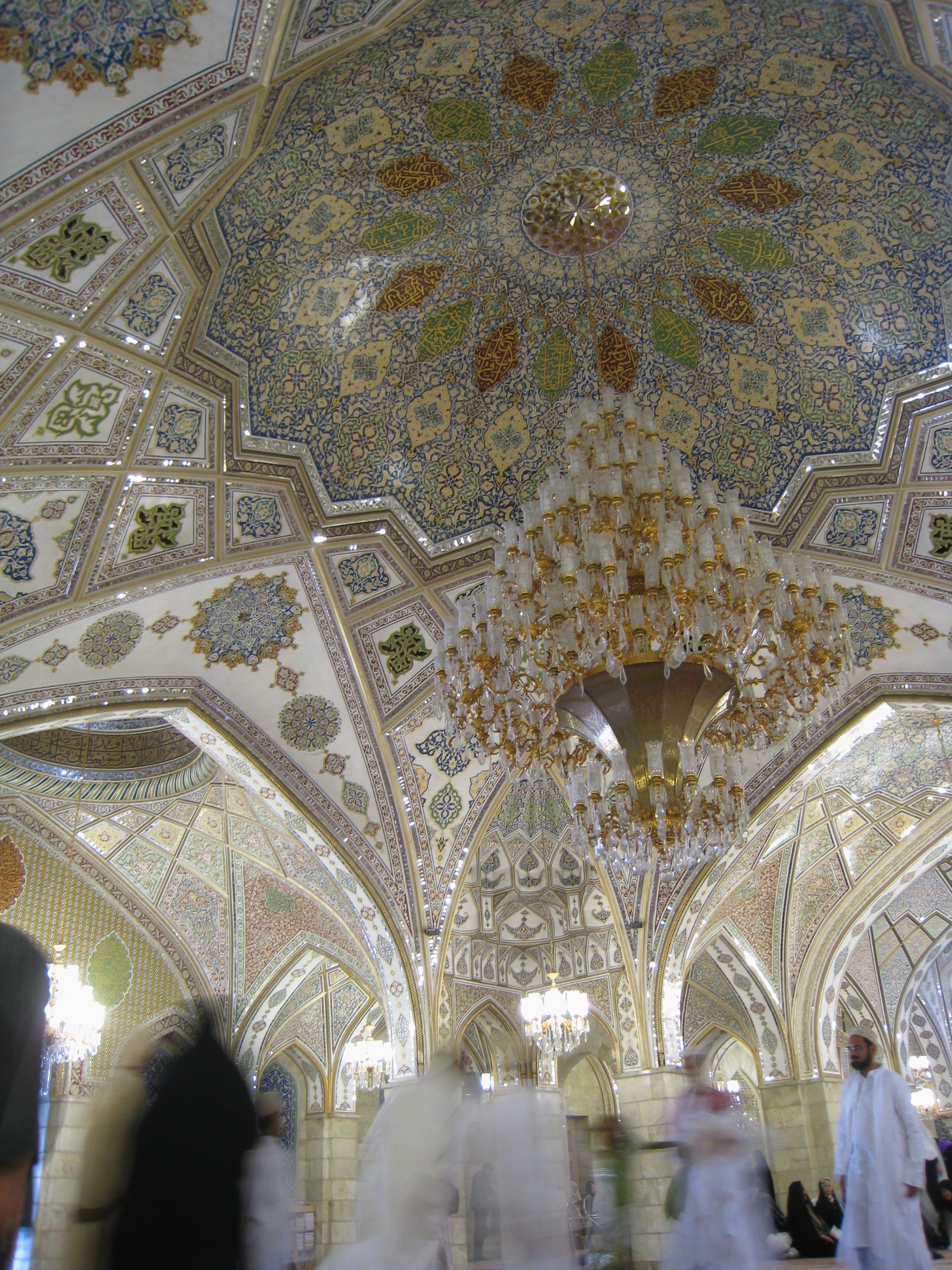
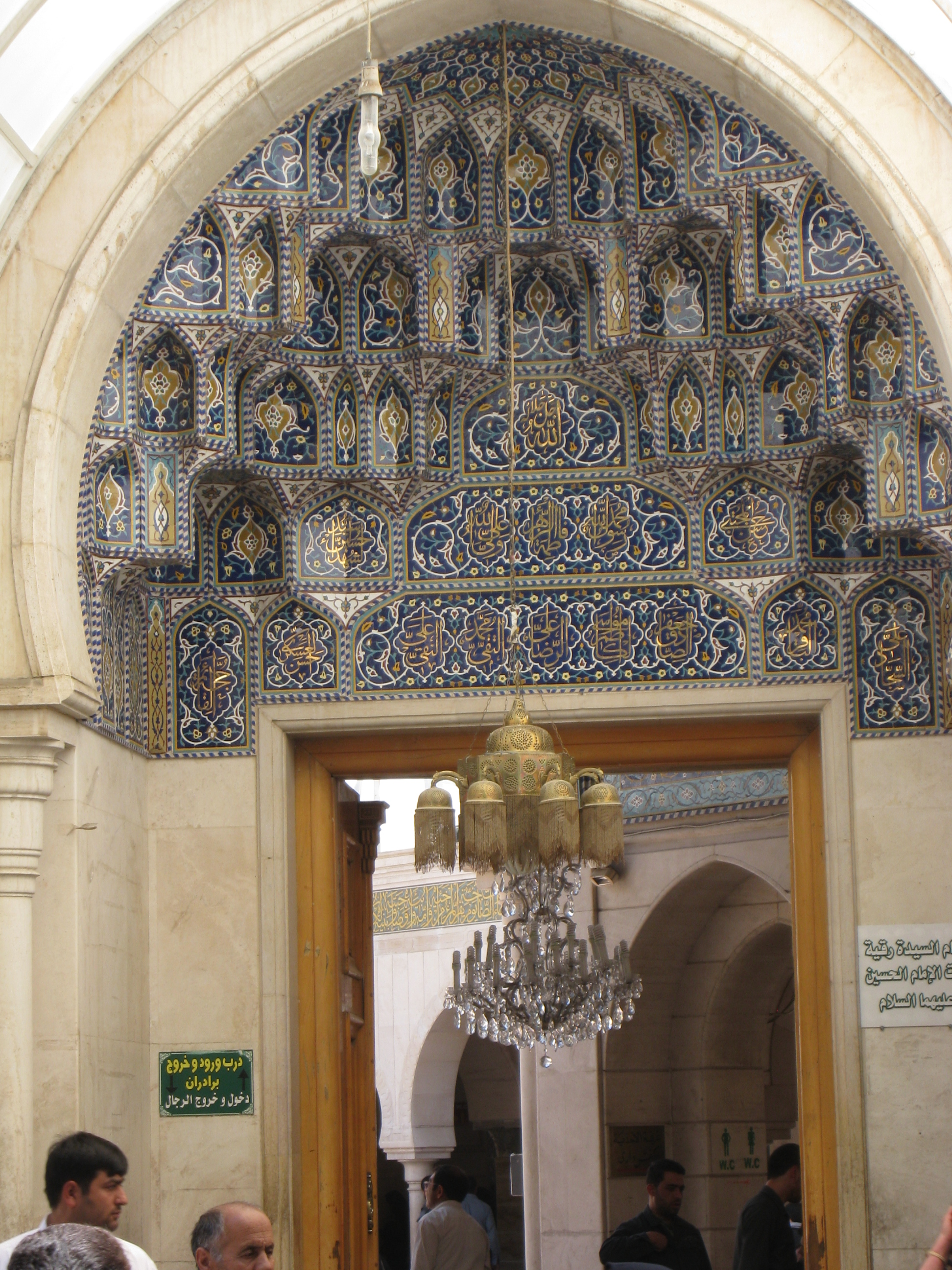
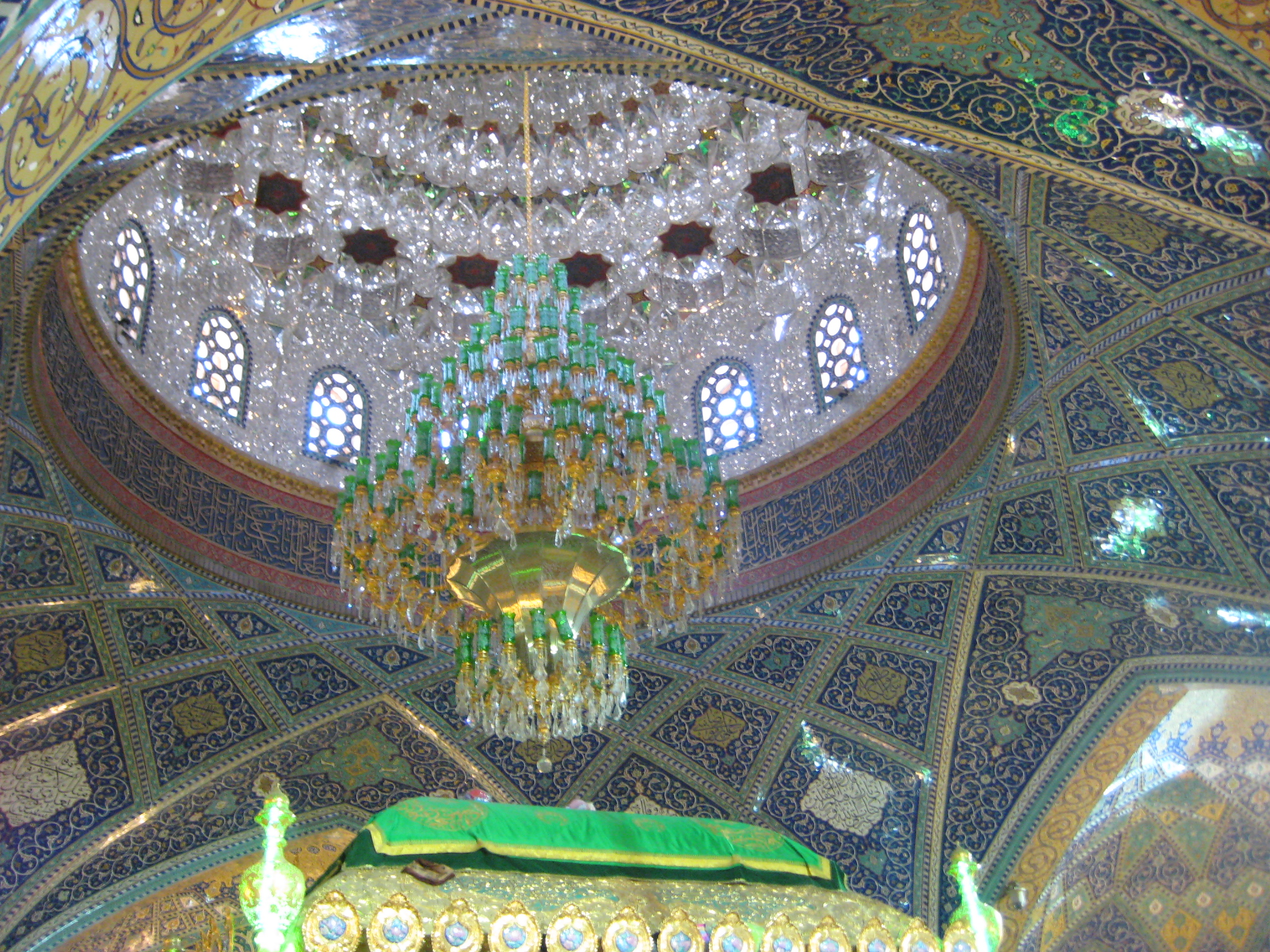
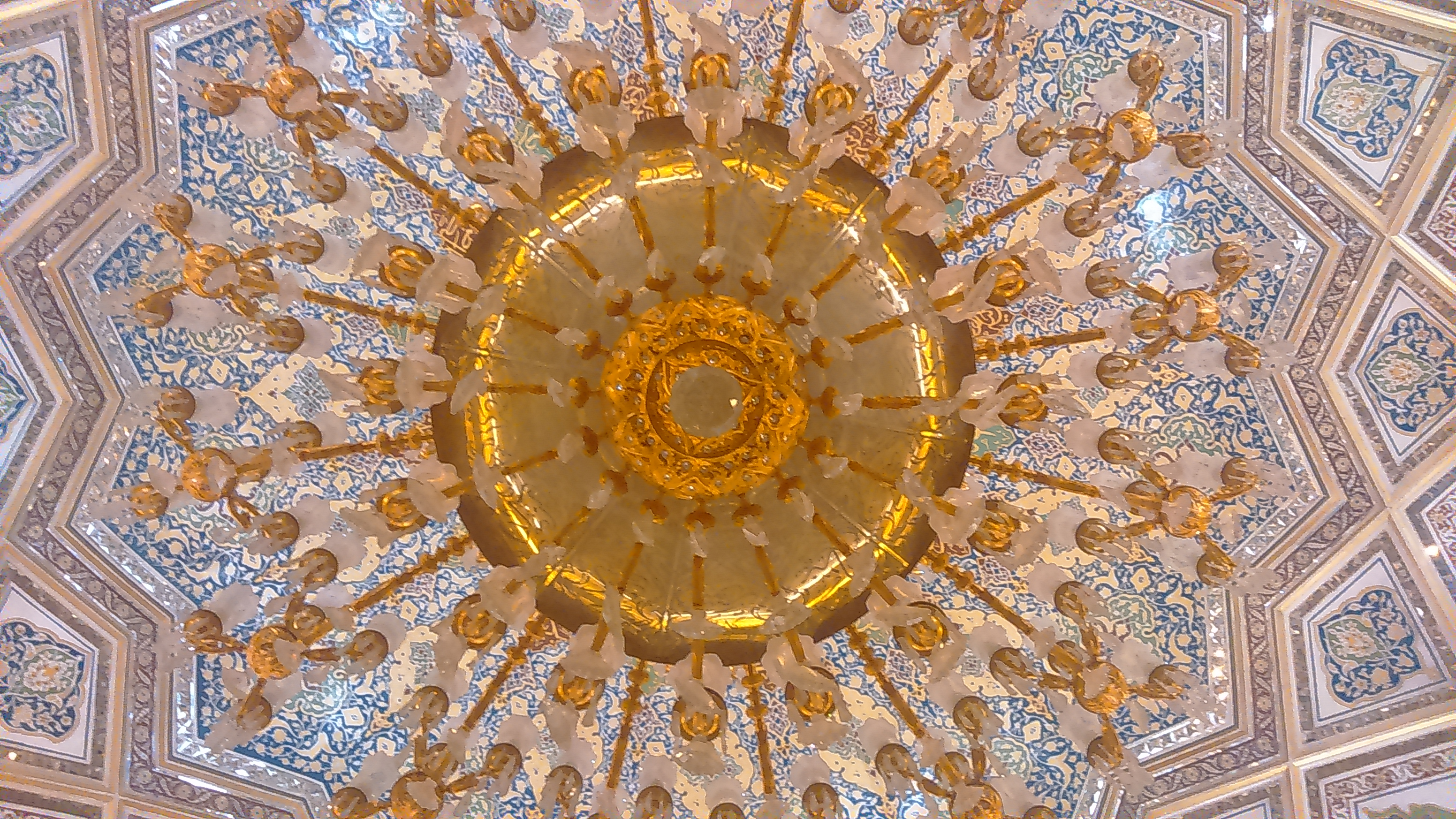
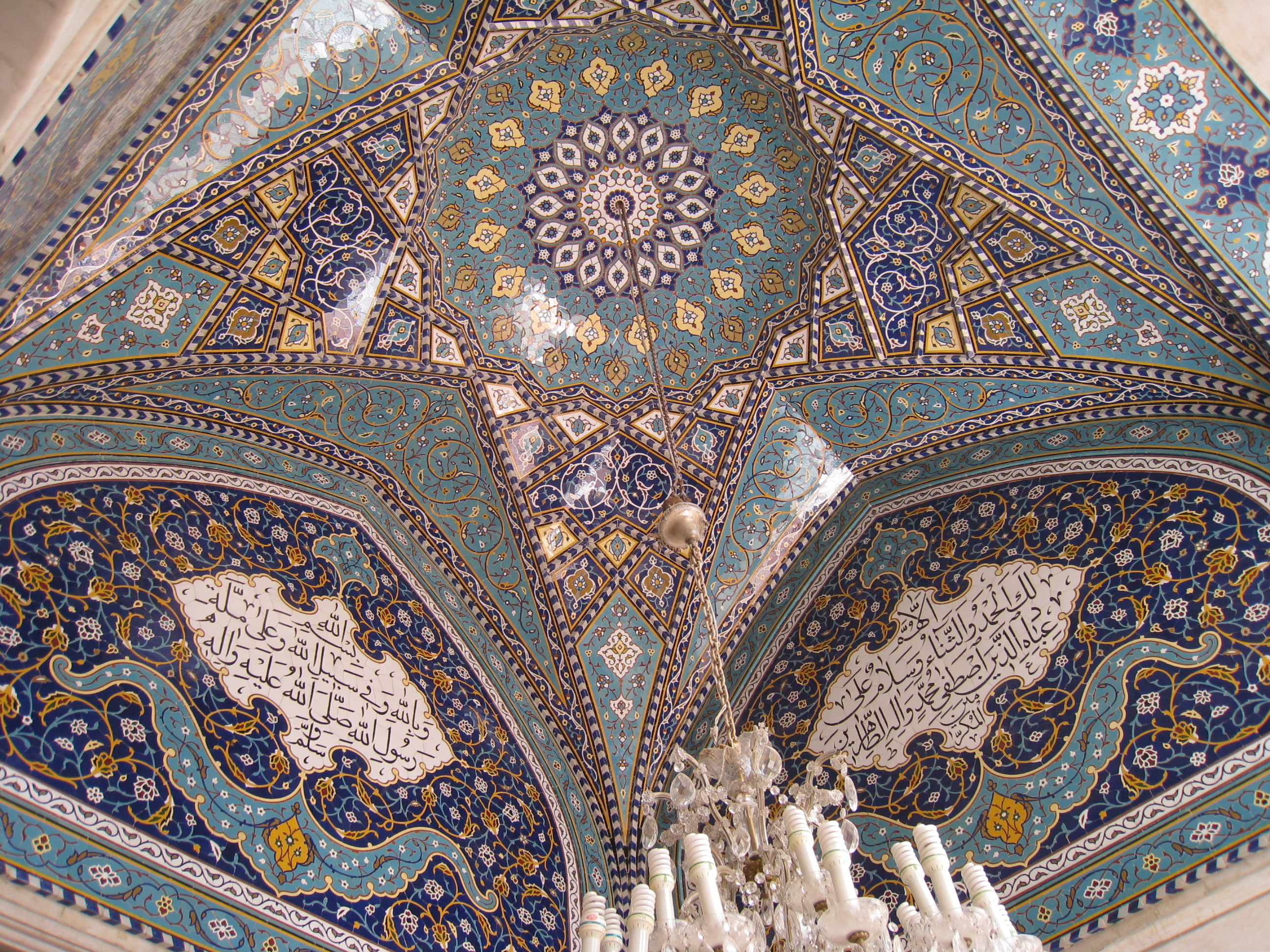
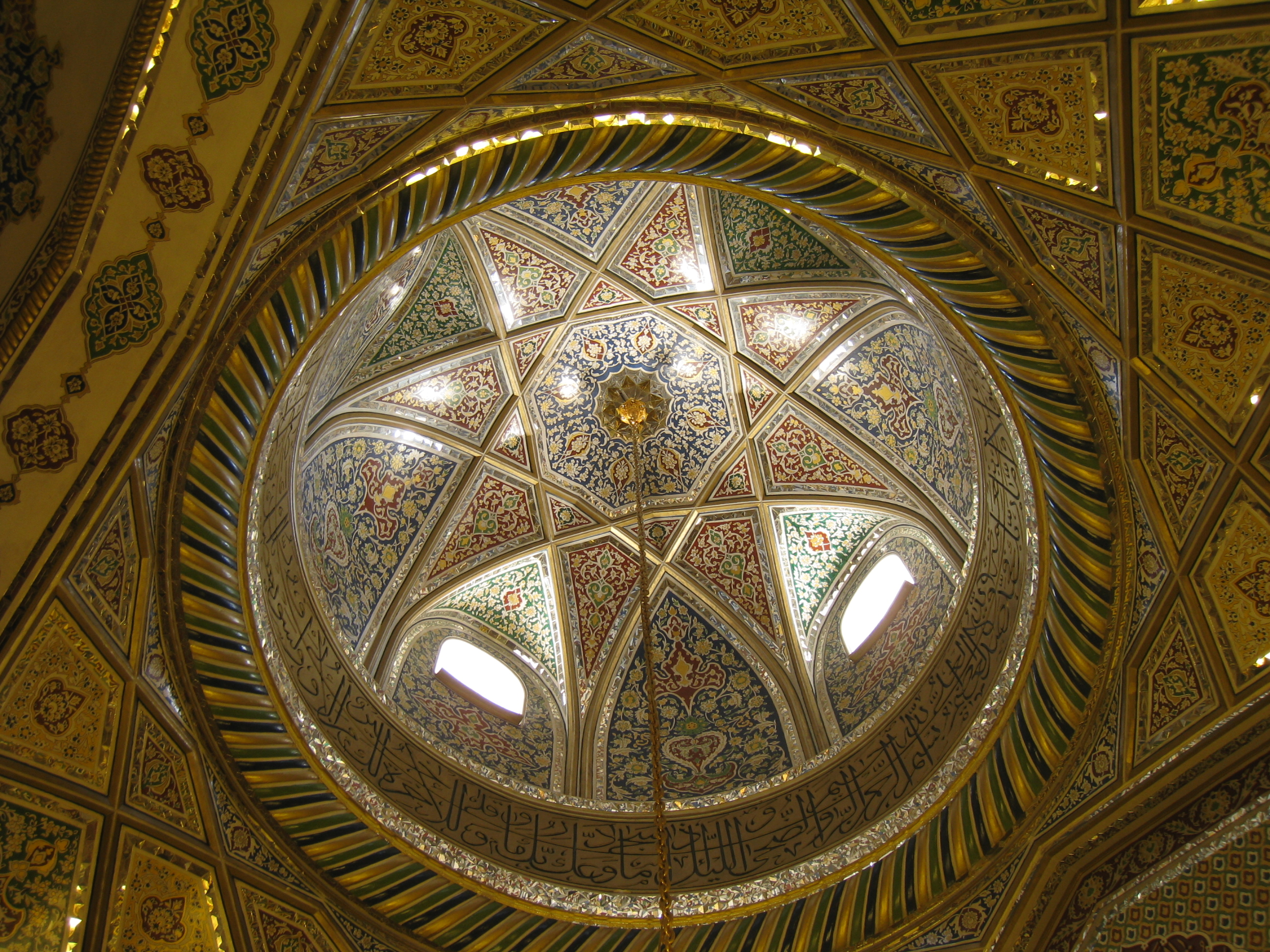
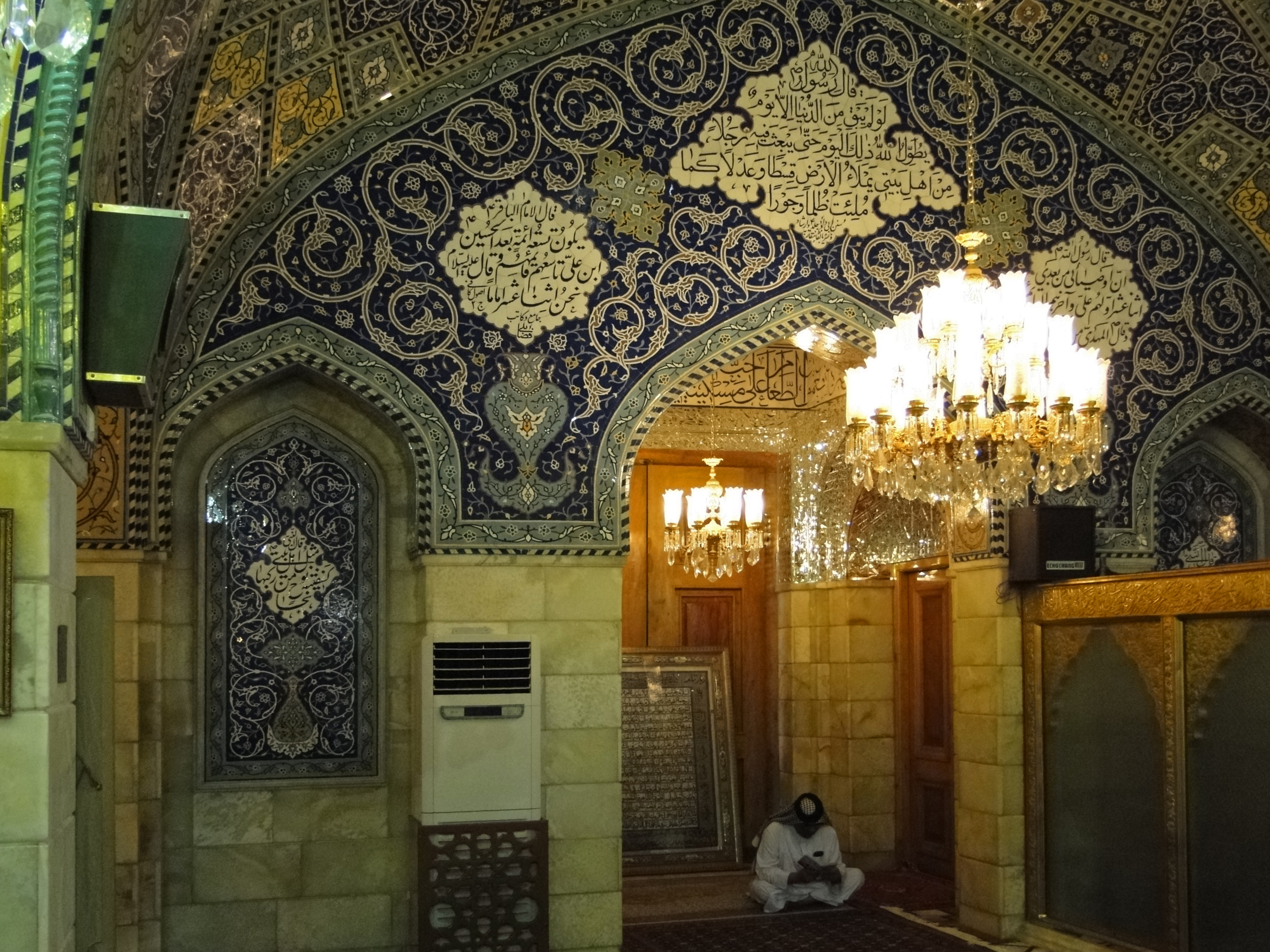
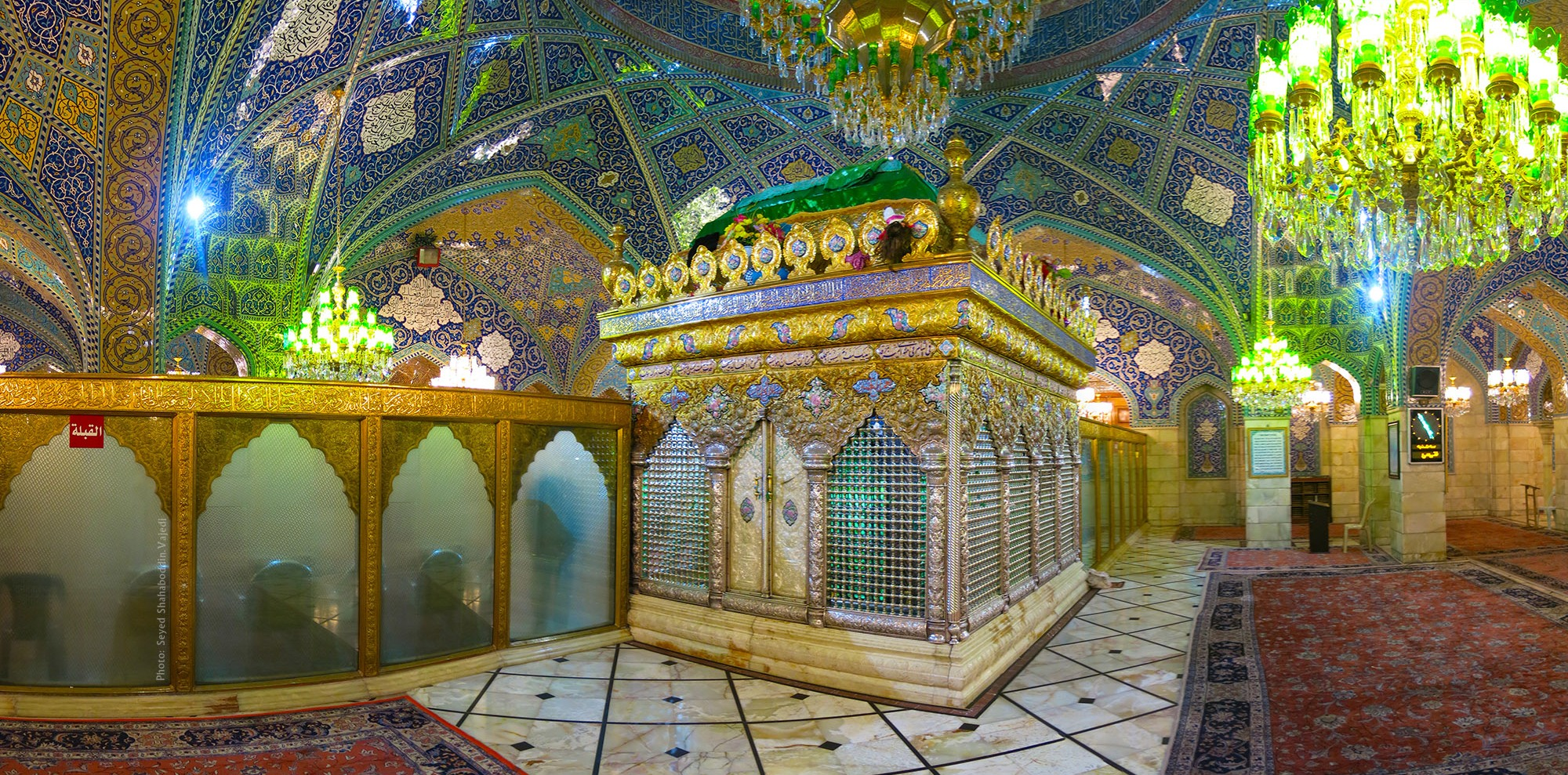
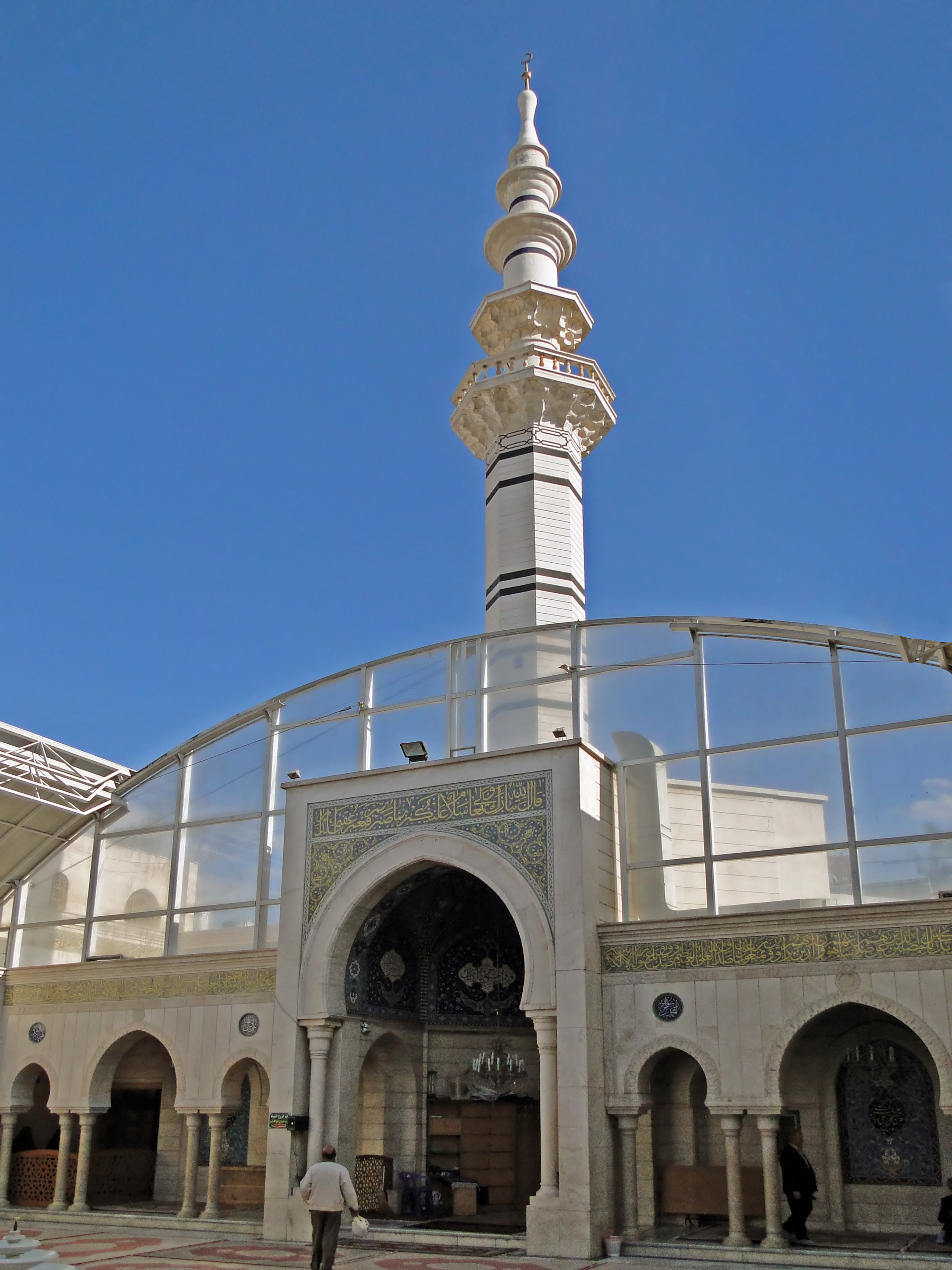
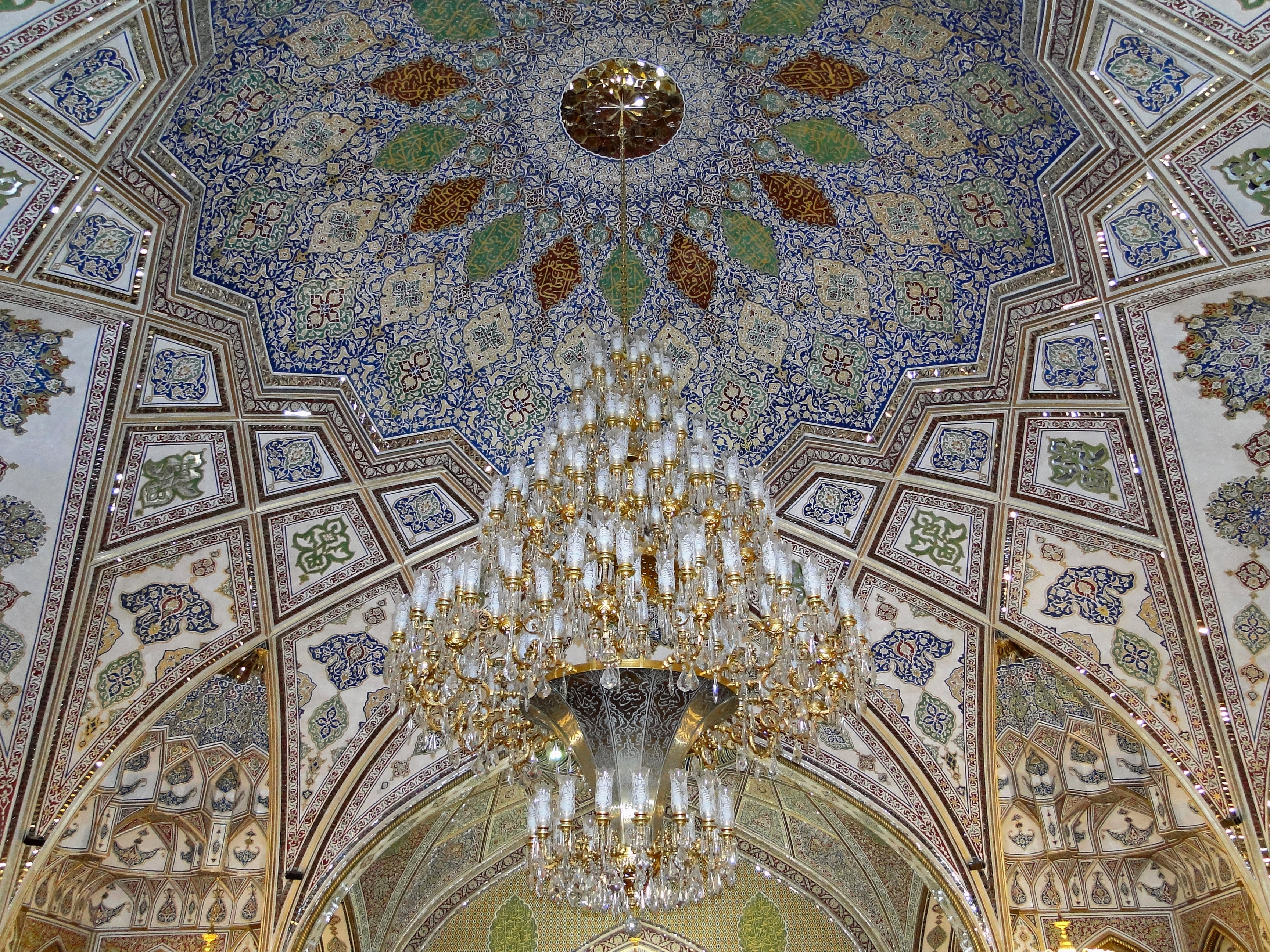
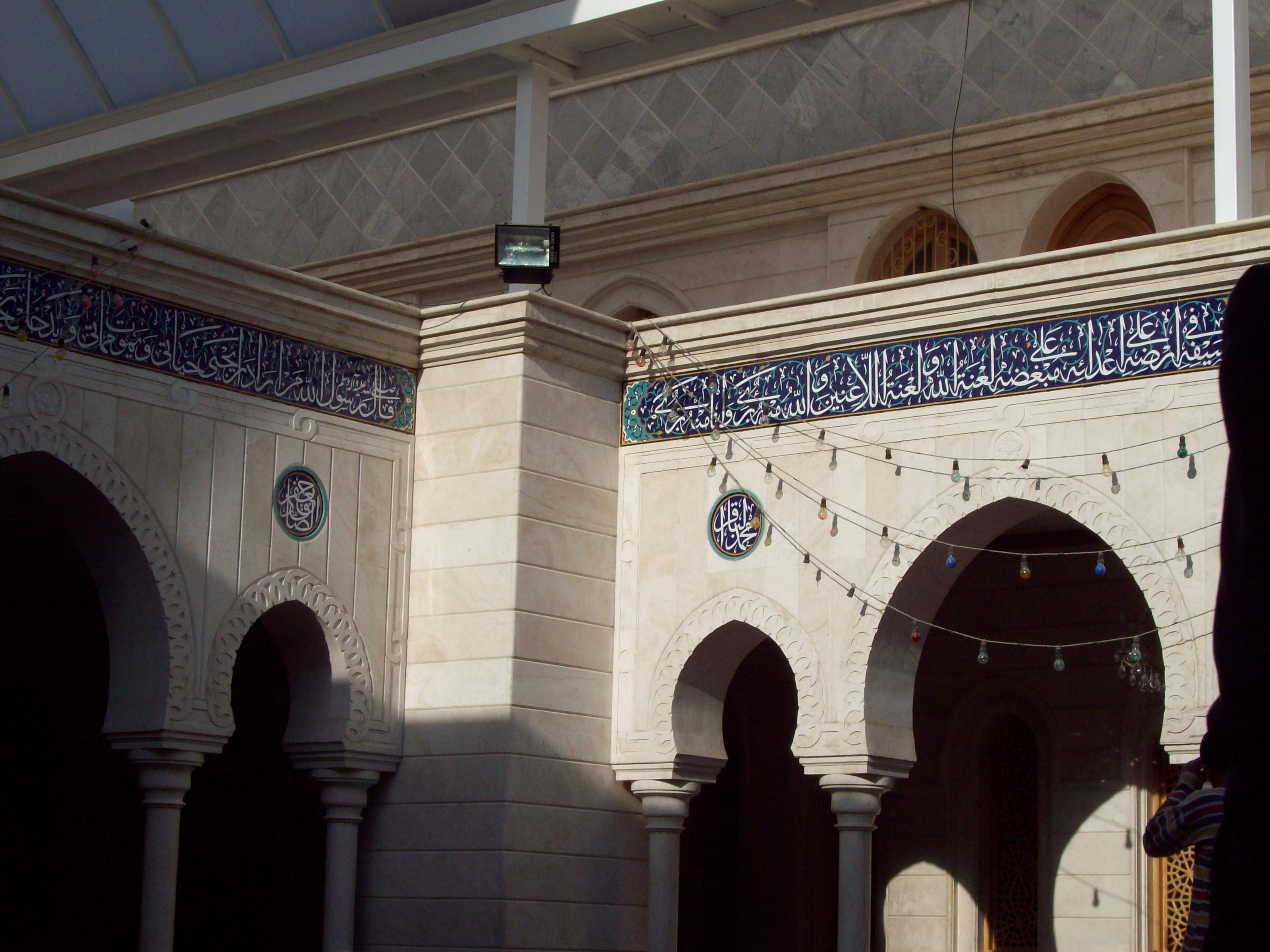
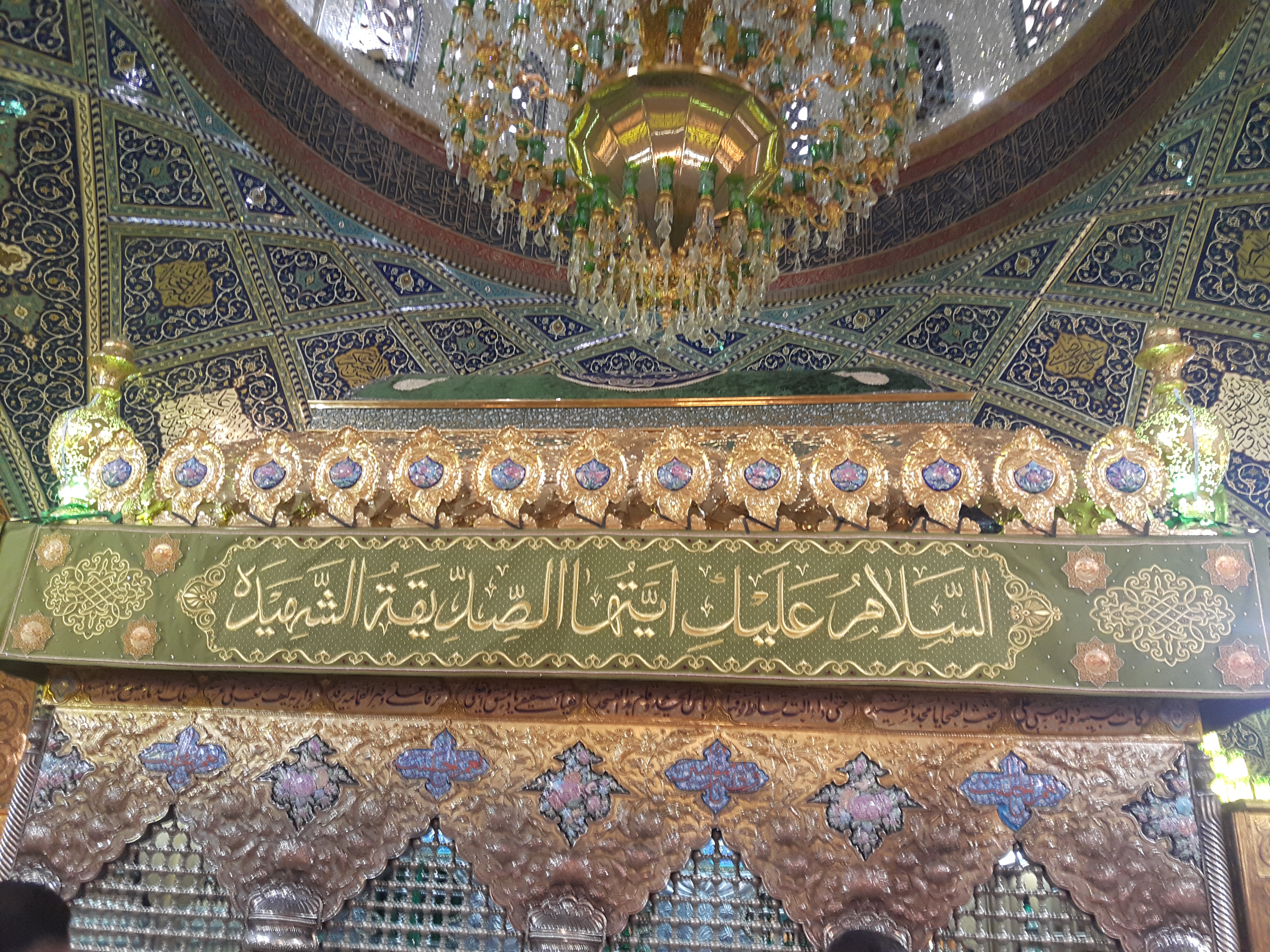
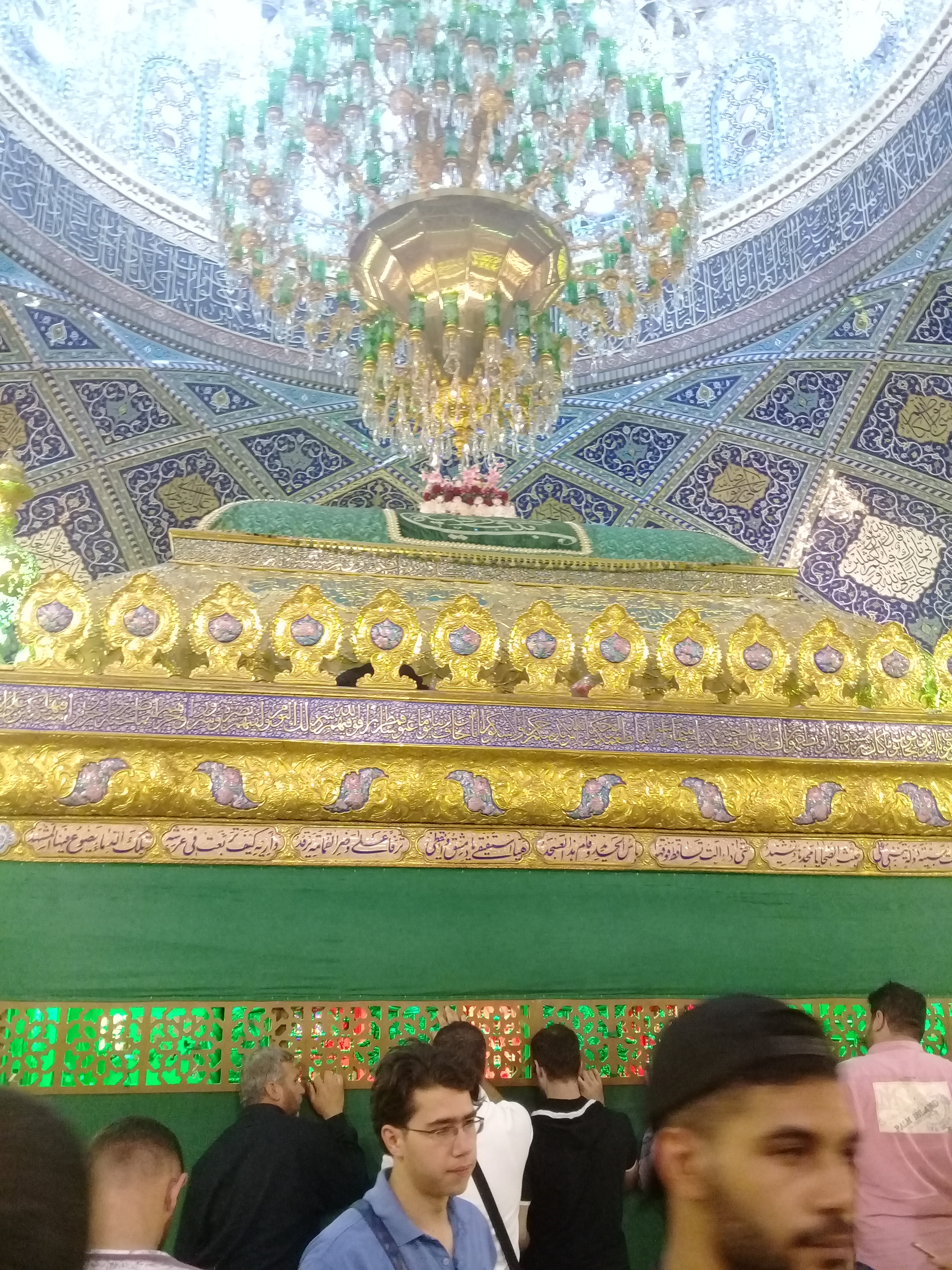
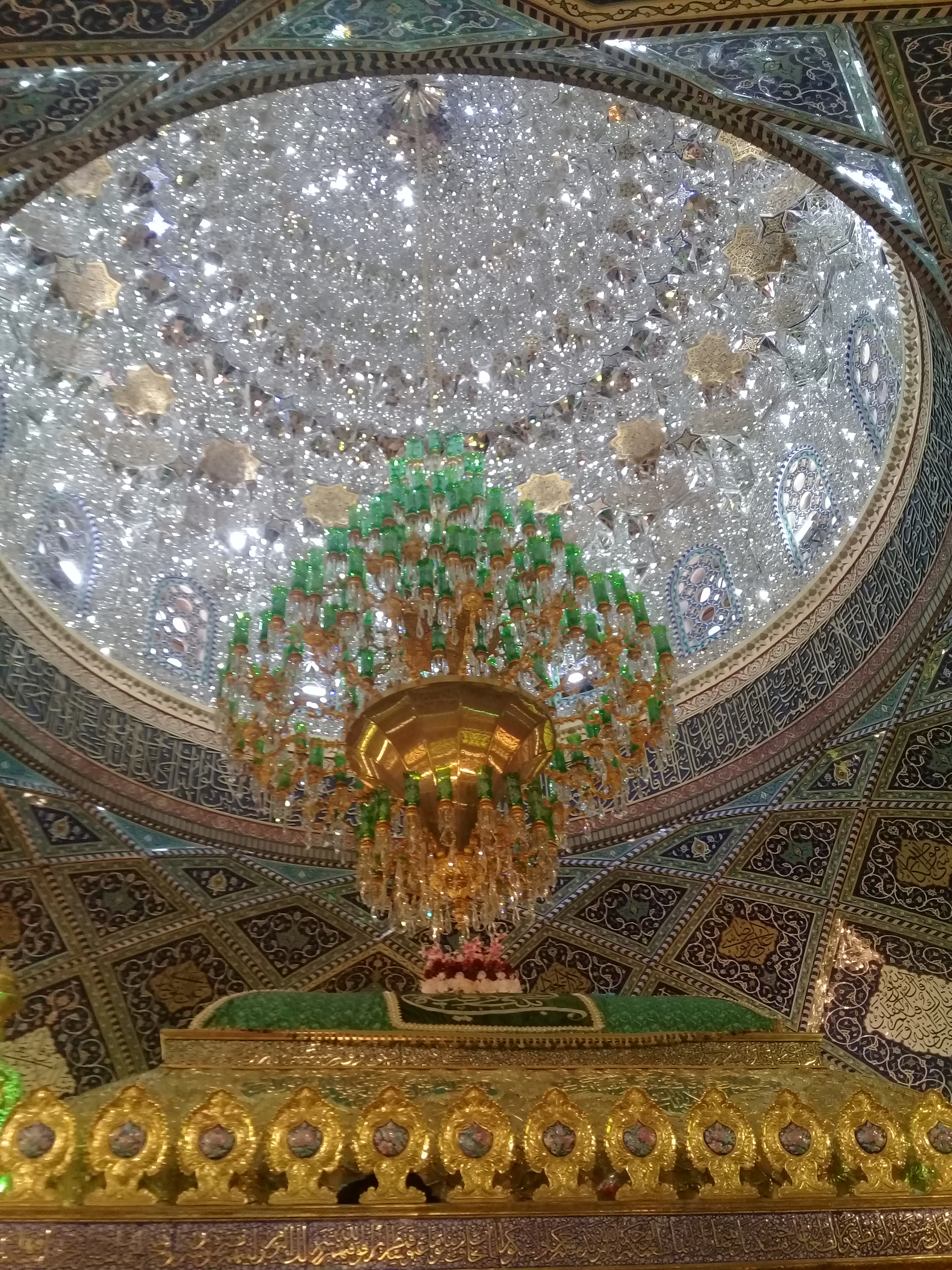
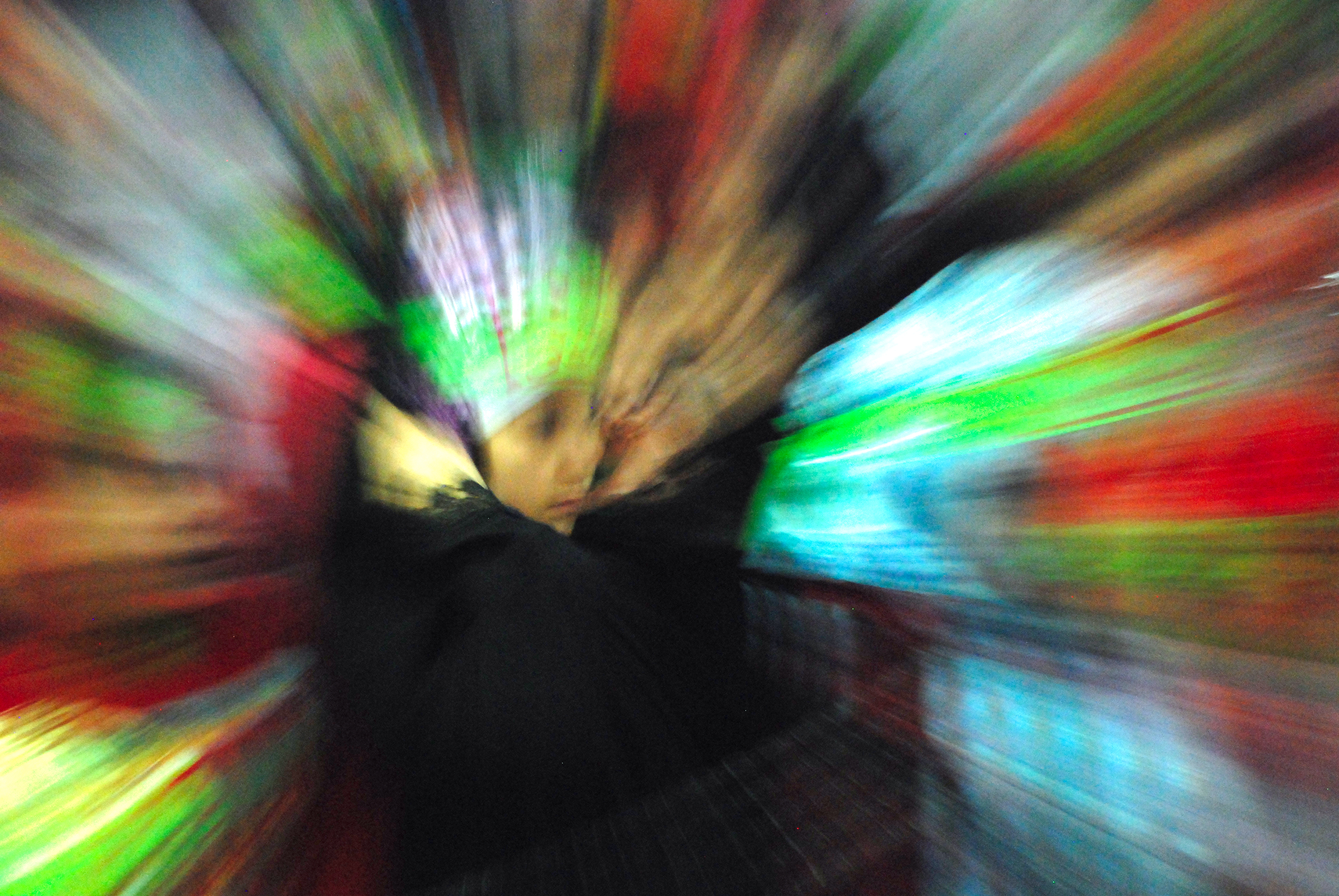
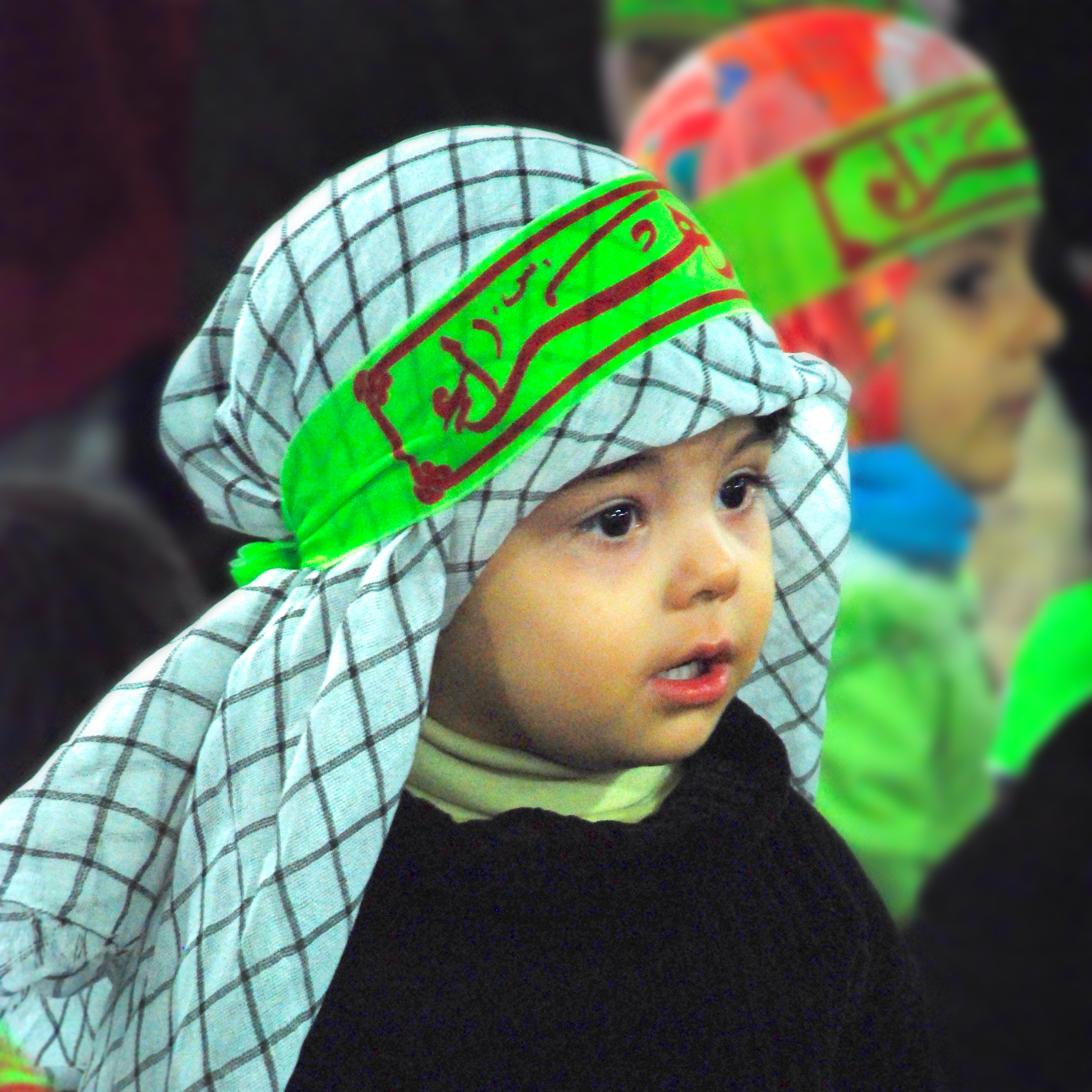
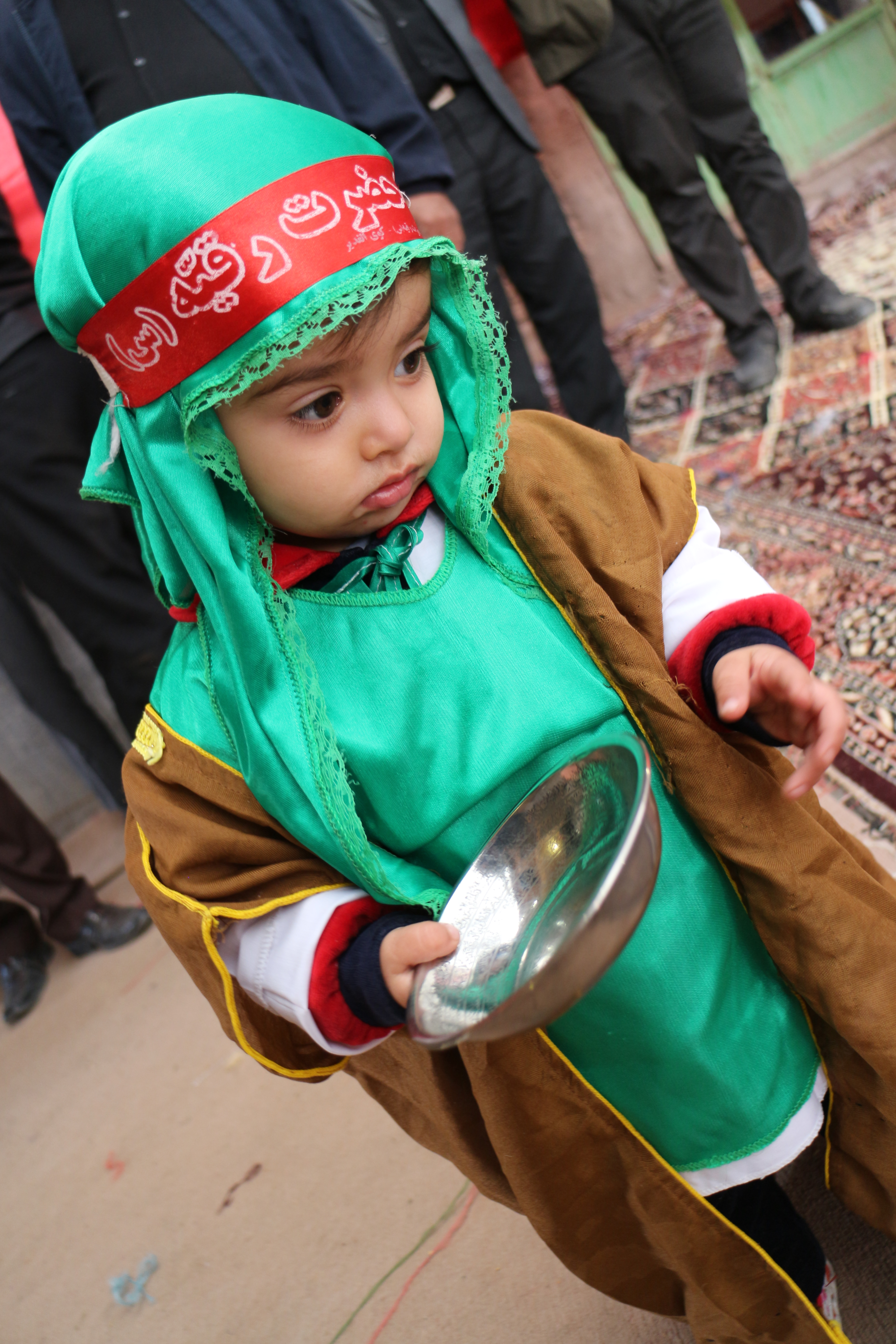
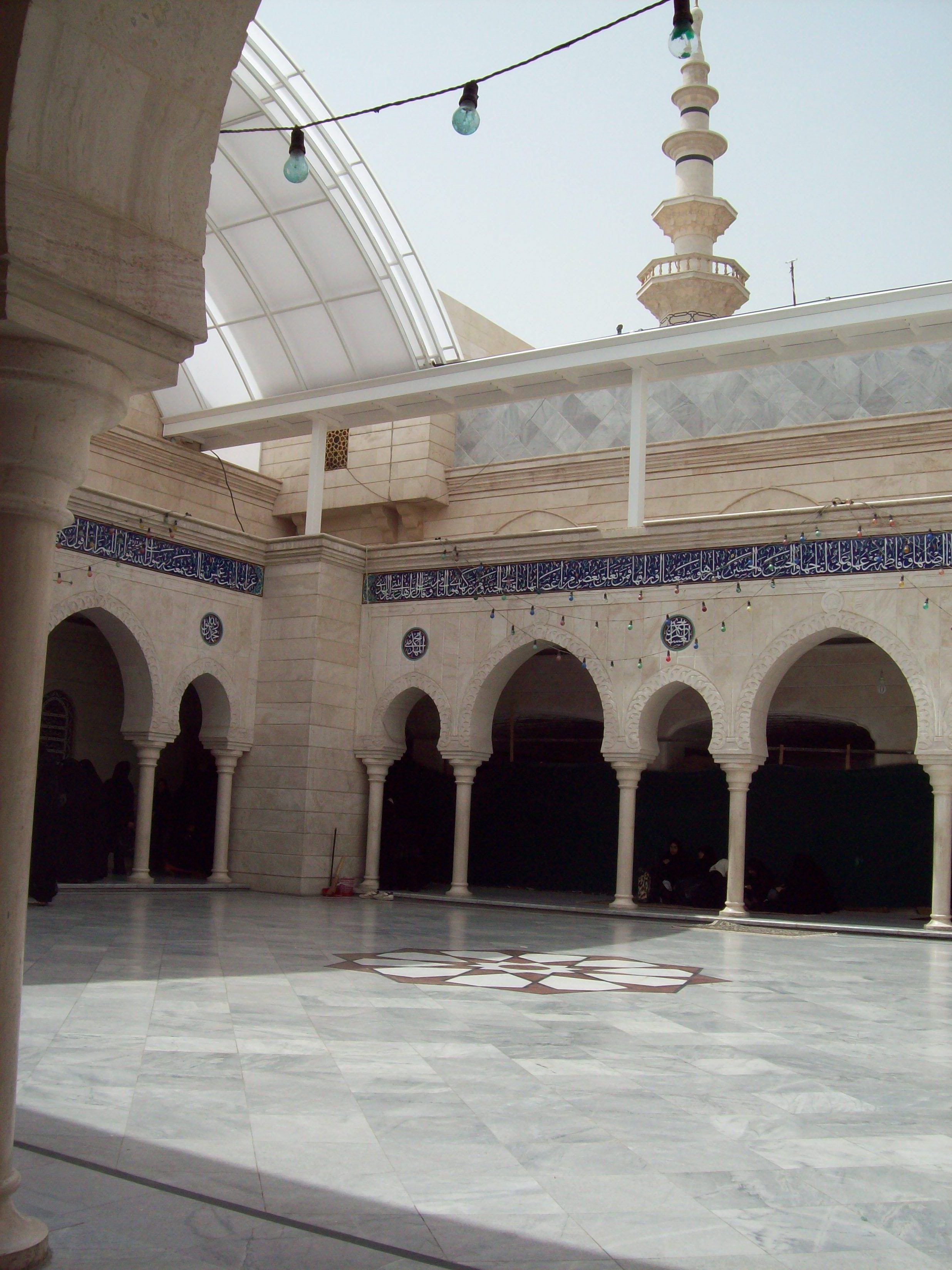